# Arnold von Bruck
Arnold von Bruck (también conocido como Arnold de Pruck) ( Flandes 1500-1554) era un compositor del renacimiento que se movía de una corte a otra atraído por las grandes ventajas económicas y por el atractivo de la experiencia artística que se le proponía en cada lugar. Gracias a esto, se formó un estilo internacional en el que los compositores flamencos eran los maestros.
Una forma habitual de composición usada por Arnold era la que consistía en la escritura de la polifonía basada en melodías populares. El compositor tomaba una melodía original y la enriquecía añadiéndole una, dos o más voces adicionales usando la técnica del contrapunto.
En aquella época, no existía una distinción clara entre componer para música vocal o instrumental. Mientras que la música de danza era generalmente considerada como la más apropiada para los instrumentos, el resto podía ser tan apta para la música vocal como para la instrumental. Así, los compositores creaban su música, sobre todo Arnold, sin tener en cuenta cuestiones interpretativas.
Arnold von Bruck se cosolidó como uno de los mejores compositores de la época al ser reclamado por el emperador de Alemania Maximiliano II de Habsburgo.

## Obras
- Es ging ein Landsknecht.
- Aus tiefer Not schrei´ich zu dir.
- So trinken wir alle.